# Aer Arann
Aer Arann er et irsk regionalt flyselskab med hovedkvarter i Dublin, Irland. Aer Arann opererer ruteflyvninger og charterservices til otte destinationer i Irland, to i Frankrig og ti i Storbritannien samt Jersey. 
Aer Aranns hovedbase er Dublin Airport med hubs i Cork Airport, Galway Airport og Waterford Airport. 
IATA-koden for Aer Arran er RE
Aer Arann blev grundlagt i 1970 med henblik på at flyve på strækningen mellem Galway og Aran Islands ud for den irske vestkyst. Flyselskabet foretog den første flyvning i august 1970.